# Aleiodes smithi
Aleiodes smithi är en stekelart som beskrevs av Marsh och Shaw 2001. Aleiodes smithi ingår i släktet Aleiodes och familjen bracksteklar. Inga underarter finns listade i Catalogue of Life.